# الرحمن (إله)
الرحمن أو رحمَنن (بخط المسند:𐩧𐩢𐩣𐩬𐩬) هو إله التوحيد الذي عبده اليمنيون القدماء في القرن الرابع الميلادي،وقد وصف الرحمن بسيد السماء، أو سيد السماء والأرض، وظهرت بواكر التوحيد في جنوب شبه الجزيرة العربية في عهد الملك ياسر يهنعم، وأقدم وثيقة توحيدية تشير إلى سيد "السماء والأرض" بدلاً من الإله المقه، كانت من عصر هذا الملك خلال العقد الثاني من القرن الرابع الميلادي،
بعد تاريخ طويل من التطورات السياسية والدينية، كان الحميريون قد اعتنقوا التوحيد دينا رسمياً لمملكة سبأ حوالي عام 380 للميلاد،ممثلاً بعبادة الرحمن بوصفه سيد السماء، أو سيد السماء والأرض. وفي عهد ملكي كرب يهأمن وابنه أبي كرب أسعد (حوالي 380م)، اعتنق الملك ومن بعده أمراء كبرى القبائل الديانة التوحيدية كدين رسمي. وتم هجر المعابد الوثنية، وتوقفت النقوش الأثرية عن ذكر الآلهة القديمة لصالح «رب السماء والأرض».وآخر وثيقة وثنية في معبد أوام كانت لشعب كهلان سنة 489 في التقويم الحميري الموافق 379م.
تشير عدد من النقوش، إلى أن اليهودية لعبت دورًا مهمًا في جنوب شبه الجزيرة العربية منذ القرن الرابع فصاعدًا، ويعد النص (بيت الأشول- 1) الذي دونه رجل يدعى (يهودا يكف)، أول دليل واضح على وجود أتباع اليهودية في جنوب الجزيرة العربية، ولم يترك يهودا نصًا باللغة العبرية إلى جانب النص العربي الجنوبي فحسب، بل إن هذا النص نفسه يشير إلى "رب السماء الذي خلق كل شيء- رب بني إسرائيل"، وبني يهودا معبدا بمباركة الملك ذرأ أمر أيمن.ويتزامن النقش السابق، نقش آخر جاء فيه: "الرحمن الذي في السماء وإسرائيل وإله إسرائيل رب اليهود".كما نجد في عهد شرحبيل يكف انتشاراً واسعاً لليهودية في جنوب الجزيرة العربية - إله بني إسرائيل.في أوائل القرن السادس الميلادي، كان حكام سبأ من ملوك حمير تارة يهوداً وتارة أخرى مسيحيين تابعين للنجاشي يتلقون دعماً من بيزنطة. فقد عيّن الأحباش الملك المسيحي معدي كرب يعفر على العرش، وخلفه الملك اليهودي يوسف أسار يثأر حوالي عام 522م. وقد أرغم هذا الأخير سكان جنوب الجزيرة العربية المسيحيين اعتناق الديانة اليهودية واحرق المدن التي عارضت ذلك وعذب المسيحيين الذين رفضوا ذلك.
اختلف الباحثون في طبيعة هذا التوحيد، بين من يراه تطوراً محلياً ومن يراه متأثر بالتوحيد اليهودي. ويرى بيستون ومحمد مرقطن أن توحيد الحميريين هذا هو ما تسميه المصادر الإسلامية بالديانة الحنيفية،في حين يرى كرستيان روبان أنه توحيد متأثر باليهودية.

## ضبط الاسم
ورد لفظ الرحمن في المسند الجنوبي بلفظ (𐩧𐩢𐩣𐩬𐩬)، بالعربية (رحمنن)، وبالإنجليزية (Rḥmnn)، والنون آخر الاسم في المسند الجنوبي غالباً ما تكون لام التعريف، فيكون اللفظ (الرحمن).

## التاريخ
بدأت عبادة الرحمن في جنوب الجزيرة العربية في القرنين الخامس والسادس الميلاديين. ويرجح الباحثون أن عبادة الرحمن وصلت جنوب الجزيرة قادمة من تدمر، حيث كانت عبادة الإله "رحمنا" وخاصة أن الاسم "الرحمن" لا يظهر في النقوش السبئية إلا في الفترة التوحيدية ولا وجود له قبل القرن الخامس الميلادي؛ ويرجح الباحثن أن عبادة الرحمن في جنوب الجزيرة العربية كانت إحدى أصول التوحيد الإسلامي.

## في الإسلام
حسب الدين الإسلامي الرحمن من أسماء الله الحسنى، حيث يظهر الرحمن نحو 57 مرة والرحيم نحو 166 مرة في القرآن الكريم:
- ﴿هُوَ اللَّهُ الَّذِي لَا إِلَهَ إِلَّا هُوَ عَالِمُ الْغَيْبِ وَالشَّهَادَةِ هُوَ الرَّحْمَنُ الرَّحِيمُ ۝٢٢﴾ سورة الحشر 22
- ﴿قُلِ ادْعُوا اللَّهَ أَوِ ادْعُوا الرَّحْمَنَ أَيًّا مَا تَدْعُوا فَلَهُ الْأَسْمَاءُ الْحُسْنَى وَلَا تَجْهَرْ بِصَلَاتِكَ وَلَا تُخَافِتْ بِهَا وَابْتَغِ بَيْنَ ذَلِكَ سَبِيلًا ۝١١٠﴾ سورة الإسراء 110